# Slag bij Gazala
De Slag bij Gazala was een belangrijke veldslag in Noord-Afrika tijdens de Tweede Wereldoorlog. De slag vond plaats nabij Tobroek (Libië) van 26 mei tot 21 juni 1942. Het  Britse achtste leger, onder leiding van generaal Neil Ritchie, stond tegenover de strijdkrachten van het Afrikakorps bestaande uit Duitse en Italiaanse eenheden, onder bevel van de Duitse generaal Erwin Rommel.

## Inleiding
Onder druk van de Duitse aanval in januari van 1942, hadden de geallieerden zich moeten terugtrekken tot vlak voor Tobroek en het fort Bir Hakeim. Rommel had een list bedacht om de Britten te misleiden. Duitse en Italiaanse troepen zouden in het noorden een frontale aanval doen op de Britse versterkte linie die van Gazala tot Bir Hakeim liep. Tegelijkertijd zouden de Duitse pantsereenheden ten zuiden van Bir Hakeim om de linie heentrekken en trachten door te stoten naar Tobroek. Tijdens zijn opmars om Bir Hakeim vertrouwde Rommel op de vijandelijke mijnenvelden, die zijn flanken moesten dekken.

## De Slag

### De aanval van de asmogendheden

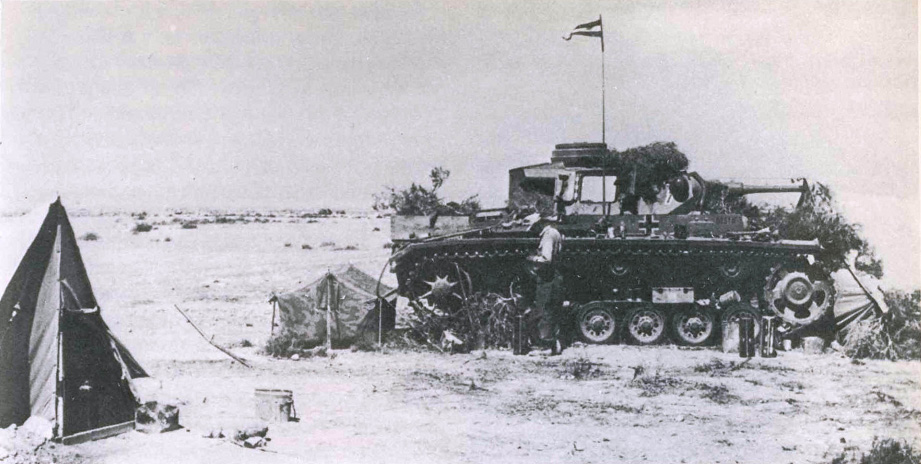
Een Duitse commandotank bij Gazala

Op 26 mei zette het Afrikakorps, samen met Italiaanse troepen, de aanval in op het Britse 8e Leger. De troepen ten zuiden van Gazala kregen om twee uur in de middag te horen dat ze in de aanval moesten. De Britten waren verrast, omdat een aanval midden op de dag hoogst ongebruikelijk was. De Duitsers hadden een slimme tactiek bedacht. Ze hadden namelijk op enkele vrachtauto's vliegtuigmotoren gemonteerd en deze gestart. Dit zorgde voor een enorme stofontwikkeling in het zand. De troepen van de asmogendheden opende het vuur met kanonnen en mitrailleurs. Tegelijkertijd bombardeerden Stuka duikbommenwerpers enkele tactische Britse stellingen. De Duitsers en Italianen kwamen in beweging.
In het Britse hoofdkwartier ontstond verwarring, aangezien het zwaartepunt van de vijandelijke aanval niet bekend was. Rommel had een klein deel van zijn tanks ten zuiden van Gazala ingezet. Er waren ook vrachtwagens omgebouwd tot 'namaaktanks'. Daardoor, en door de enorme stofontwikkeling, dachten de Britten dat Rommel het sein voor de hoofdaanval had gegeven. 's Avonds om half negen liet Rommel het codewoord 'Venetië' doorgeven. Dit hield in dat 10.000 voertuigen en tanks in de richting van Bir Hakeim zouden bewegen. Om half zes de volgende dag (27 mei), waren de troepen ter hoogte van Bir Hakeim. De voorste eenheden bogen af naar het noorden en noordoosten. Het eerste doel van Rommel was het opmarsgebied van het Britse achtste leger achter de linie Gazala-Bir Hakeim in tweeën te snijden, om de Britse troepen uiteindelijk afzonderlijk van elkaar te verslaan.
De Duitse voorhoedes van de pantserdivisie kregen Britse tanks in het vizier en openden direct het vuur, maar werden echter verrast. De Britten, die normaal nooit van zo'n grote afstand doel troffen, schoten nu plotseling raak. Duitse officieren stelden vast dat het tot nog toe onbekende tanks waren. Het waren Amerikaanse Grant-tanks, die voor het eerst op het slagveld verschenen. De Duitse tanks wisten er met veel moeite in te slagen in de flanken van de Amerikaanse tanks te komen. Deze waren in het nadeel aangezien ze enkel een 37 mm-kanon in de draaibare geschutskoepel hadden, de hoofdbewapening met een 75mm kanon kon slechts 35 graden draaien.  Nadat de Amerikaanse tanks waren verdreven zagen de Duitsers dat ze in totaal 16 Grant-tanks hadden vernietigd.
De Britse 4e pantserbrigade werd snel onder de voet gelopen door de Duitsers. De achterdeur naar het slagen van het plan was geopend. De Duitse tanks en pantserwagens stormden achter de Britse linie naar het noorden. In de loop van de middag begonnen de Britten, met hulp van de Amerikanen, zich te herstellen. Zo voerden de Grant-tanks nog enkele flankaanvallen uit op de snel oprukkende Duitsers. Daarnaast beschikten de Britten over een nieuw succesvol antitankkanon. De Duitse opmars naar het noorden werd tot stilstand gebracht. Er ontstond een kritieke situatie voor de Duitse strijdkrachten. De Britse en Amerikaanse tanks waren erin geslaagd om de bevoorradingscolonne te verdrijven. De opgerukte Duitse pantsereenheden kwamen zonder aanvoer te zitten. Om 16:00 uur werd de Duitse 15e pantserdivisie aangevallen vanuit het oosten door ongeveer 65 Britse tanks. Het Duitse bataljon dat de flank moest beschermen werd snel overmeesterd en er dreigde een ramp te ontstaan voor de Duitse 15e pantserdivisie.
Het Afrikakorps beschikte echter nog over enkele 88mm Flak-kanonnen. Deze verdedigden een front van drie kilometer breed en konden de Britse aanvallen weerstaan. Het gevaar was geweken, maar de 'crisis' nog niet voorbij. Al met al zag het er voor Rommel en zijn troepen niet rooskleurig uit. Ze zaten achter de Britse linie opgesloten en er was geen aanvoer meer. Bovendien kon men de gewonden ook niet afvoeren. Er moest dus snel iets worden ondernomen
In de avond van 28 mei liet Rommel aan generaal Crüwell seinen dat deze vanuit het westen met de Italiaanse infanterie door de linie moest breken. Daardoor zou de aanvoerlijn worden hersteld en kon de aanval op Tobroek worden hervat. Crüwell werd naar het ingesloten gebied gevlogen. De Britten schoten echter de piloot van het vliegtuig waarin hij zich bevond dood. Crüwell overleefde maar werd gevangengenomen door de Britten. Door het uitvallen van Crüwell liep de Italiaanse aanval ernstige vertraging op, ondanks dat veldmaarschalk Kesselring direct de taken van Crüwell had overgenomen. Bovendien was de kans dat de Italiaanse troepen door de Britse linies zouden breken toch al gering.
Rommel en zijn bevelhebbers hielden een extra bespreking over de situatie. Alle onderbevelhebbers waren het met elkaar eens dat er zo snel mogelijk naar het westen moesten worden uitgebroken. Rommel voelde er niet veel voor om de aanval naar het noorden op te geven, maar zag in dat er niets anders mogelijk was.

### De onverwachte stelling bij Gott el Ualeb

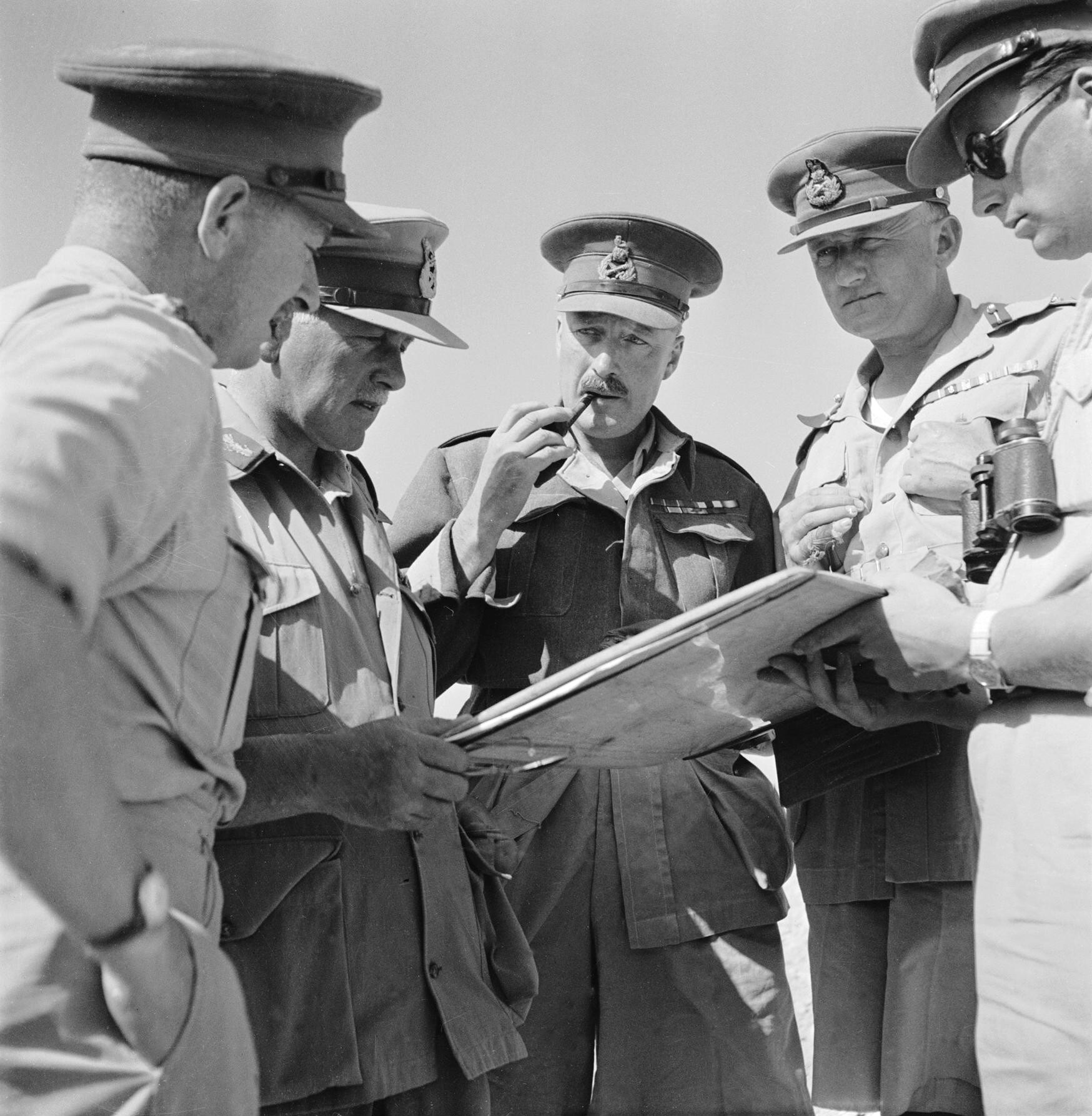
Generaal Neil Ritchie spreekt enkele officieren toe.

In de nacht van 30 op 31 mei 1942 begonnen Duitse eenheden vanuit het oosten naar de Gazala-linie op te rukken. 's Morgens vroeg bereikten ze de mijnenvelden. De Duitse troepen moesten zich een weg door het mijnenveld zien te banen om een verbinding met het achterland te krijgen. Duitse genietroepen slaagden erin een pad door het mijnenveld te ruimen. Dit sloot aan op het pad dat de Italianen van de andere kant hadden gemaakt. Duitse eenheden begonnen aan een opmars via dit pad. Plotseling stuitten ze op een Britse stelling bij Gott el Ualeb, waarvan Rommel het bestaan niet kende. In de stelling had de Britse 150e brigade zich verschanst, die generaal Crüwell gevangen had genomen. De brigade bestond uit 2000 manschappen en 80 tanks. De doorgang door de mijnenvelden werd met kanonnen bestreken. Er was voor de Duitsers geen doorkomen aan. Rommel eiste de verovering van Gott el Ualeb op de Britten. Hij commandeerde het 5e pantserregiment persoonlijk, maar het was een vergeefse poging. Er bleven 12 Duitse tanks achter in het mijnenveld.
Na de mislukking van het pantserregiment, kreeg een bataljon motorrijders de opdracht een stormaanval uit te voeren. Het werd in de rug gesteund door een afdeling artillerie. Met hoge snelheid reden zij op het doel af. De mannen in het zijspan hielden hun mitrailleur gereed, om elk gewenst moment het vuur te openen. Aangekomen bij de stelling, ontstonden er man-tegen-mangevechten. Het eerste Britse steunpunt viel al snel in handen van de Duitsers. Duitse Stuka's voerden duikvluchten uit op strategische stellingen.
Plotseling dook Rommel naast de commandant van het motorrijderregiment op en meldde dat de vijand zwakker werd. Rommel gaf het bevel om met witte vlaggen te zwaaien, zodat de Britten zich konden overgeven. Na enkele minuten stonden een aantal Duitse manschappen met witte spullen te zwaaien, waarna de Britten uit hun stellingen kwamen en zich overgaven. De Duitse verbinding naar het westen was hersteld.
Weliswaar was het Rommel niet gelukt om achter de Gazala-linie naar het noorden door te stoten, maar hij had wél een bres geslagen in de Britse linie. De troepen in het zuiden bij Bir Hakeim waren nu ingesloten door de Duitsers.

### De strijd om Bir Hakeim

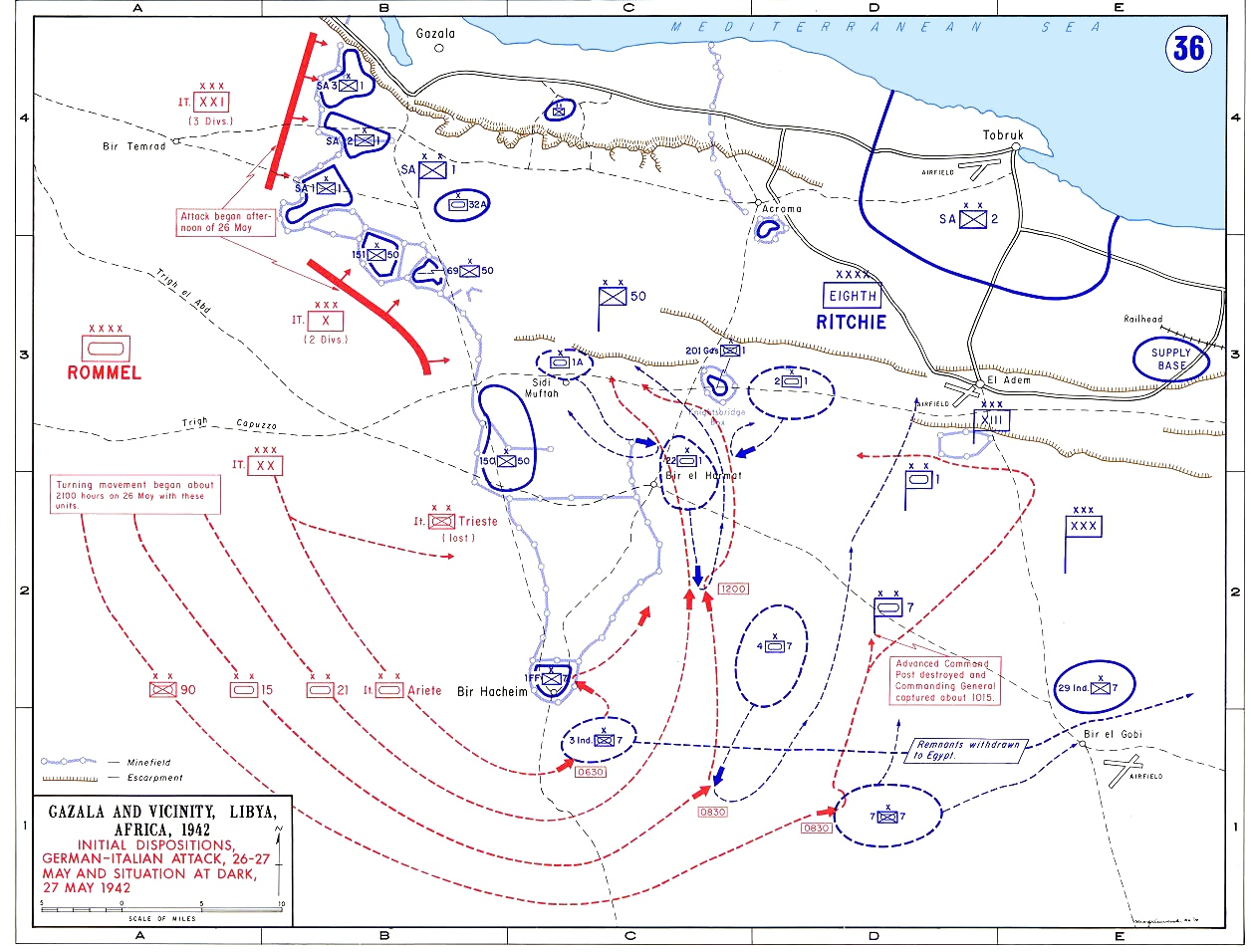
Kaart van de aanval op Tobroek

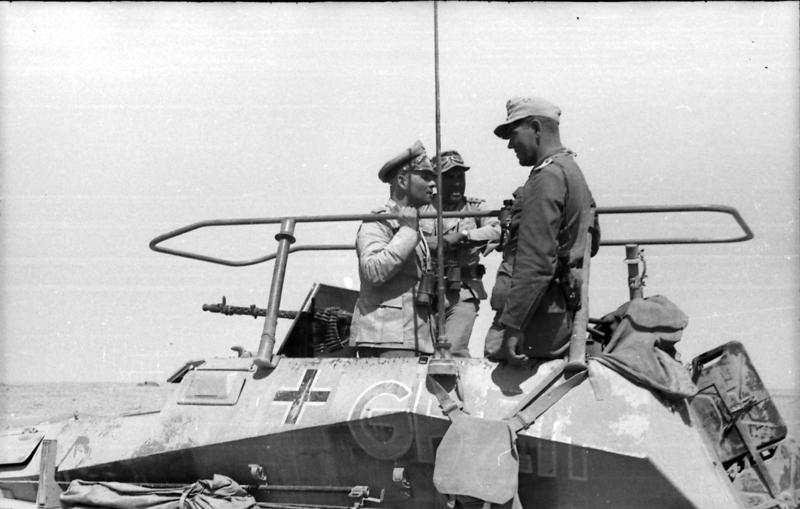
Rommel en Fritz Bayerlein bij Bir Hakeim.

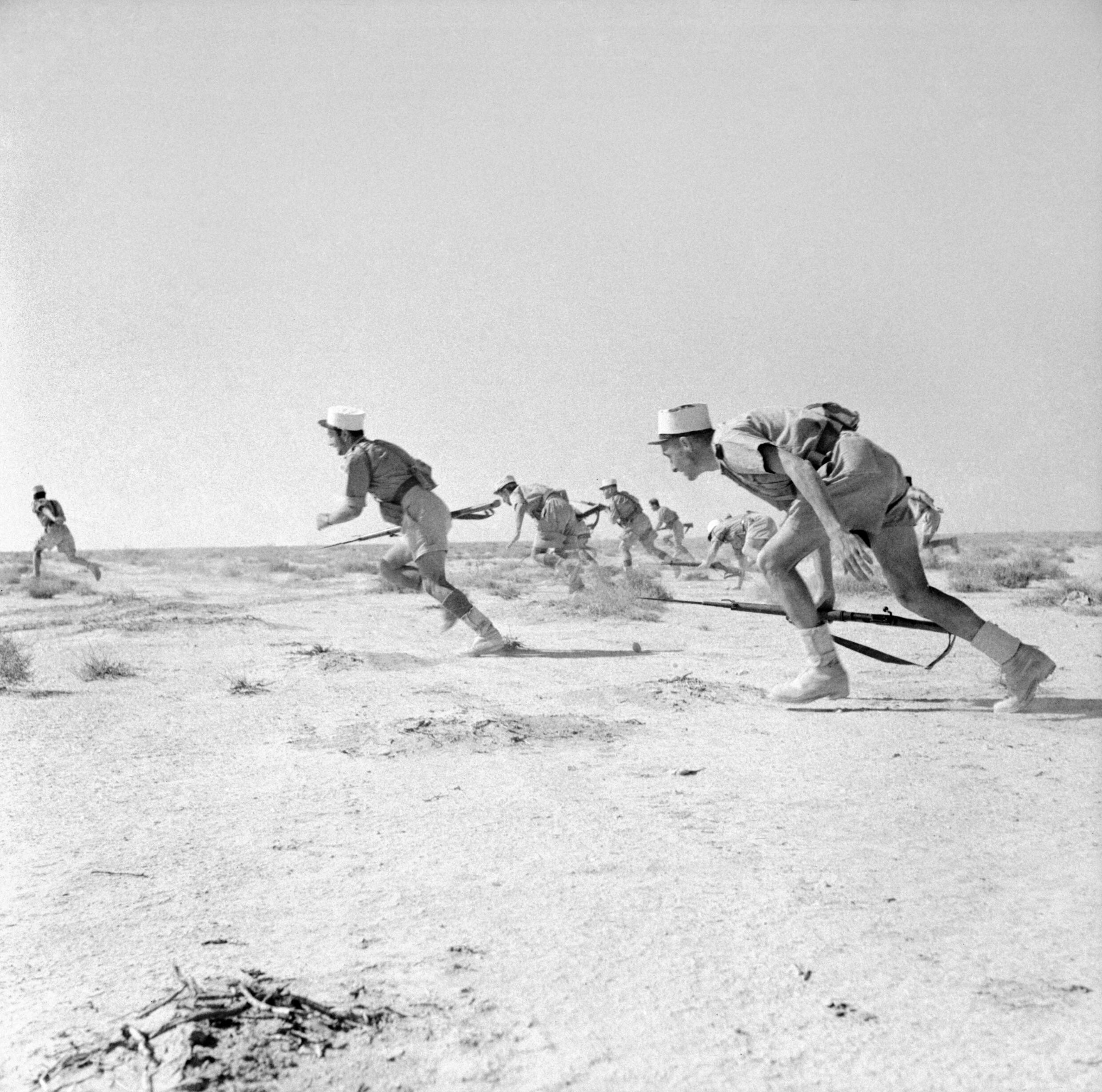
Legionnairs van de Vrije Fransen bestormen Bir Hakeim

De Italiaanse troepen die al sinds 26 mei voor het stadje Bir Hakeim lagen, waren er nog niet in geslaagd om ook maar een klein stukje van het vijandelijk gebied te veroveren. De Duitsers zouden dit karwei zelf moeten opknappen.
De verovering van Bir Hakeim zou Rommel tien dagen kosten. Het was een van de zwaarste veldslagen tijdens de oorlog in de woestijn.
Bir Hakeim was de zuidelijke pijler van de Gazala-linie. De vestiging werd verdedigd door de eerste brigade van de Vrije Fransen en een bataljon joodse vrijwilligers. Het geheel stond onder leiding van Franse generaal Marie-Pierre Kœnig. De 3000 Fransen en 1000 joden zaten ingegraven in een wirwar van door loopgraven met elkaar verbonden stellingen, die waren omgeven door prikkeldraad en mijnenvelden.
Gelukkig voor de asmogendheden ondernam Ritchie niet echt een grote poging om de omsingeling van Bir Hakeim te doorbreken. Hier en daar werd weleens een kleine aanval uitgevoerd, maar dit was niet schadelijk voor de Duitse troepen. Ritchie en zijn commandanten waren een aanvalsplan aan het opstellen. De Britten zouden bij Gott el Ualeb het Duitse bruggenhoofd aanvallen met de 5e infanteriedivisie en twee tankbrigades. De operatie kreeg de naam 'Aberdeen'.
Op 5 juni 1942 om drie uur 's nachts ging de Britse infanterie in de aanval. Aanvankelijk maakte deze goede vorderingen, vooral bij het stadje Sidi Muftah. Toen het licht werd, bleek dat de 22e pantserbrigade nog niet was gearriveerd. Toen deze eindelijk aankwam, werd ze direct door de Duitsers met zwaar artillerievuur bestookt. De lichte Stuart tanks konden dit niet weerstaan en moesten onmiddellijk terugtrekken. Hierdoor konden de Duitse tanks de Britse infanterie aanvallen.
Op de eerste dag van 'Operatie Aberdeen' verloren de Britten 110 tanks. Uiteindelijk kostte de operatie de Britten 168 tanks.
In de avond van 9 juni gingen de Duitsers opnieuw in de aanval. De Franse commandant van Bir Hakeim, generaal Kœnig, eiste van zijn manschappen dat ze bleven vechten tot hun dood. Exact één dag later, de avond van 10 juni, waren de Duitse troepen diep in de stelling van Bir Hakeim doorgedrongen. Ze lagen voor de resten van de muren van het oude woestijnfort. Generaal Kœnig gaf aan generaal Ritchie door dat de vijand voor zijn deur stond. Ritchie gaf het bevel om uit te breken. De uitbrekende Fransen en joden werden van alle kanten beschoten. Op verschillende plaatsen ontstonden verbitterde gevechten van man tegen man. Toch wist een groot deel van de uitbrekende troepen naar het westen te vluchten.
In de ochtend van 11 juni 1942 gaf de rest van het garnizoen zich over. De Duitse troepen troffen in Bir Hakeim 500 man aan. De meeste van hen waren gewond. Door de val van de pijler Bir Hakeim was de gehele Gazala-linie voor Ritchie onhoudbaar geworden. Rommel stuurde zijn troepen nog dezelfde dag naar het noorden om de overgebleven resten van het Britse achtste leger te verslaan en door te stoten naar Tobroek.

## Tobroek

### De opmars naar Tobroek

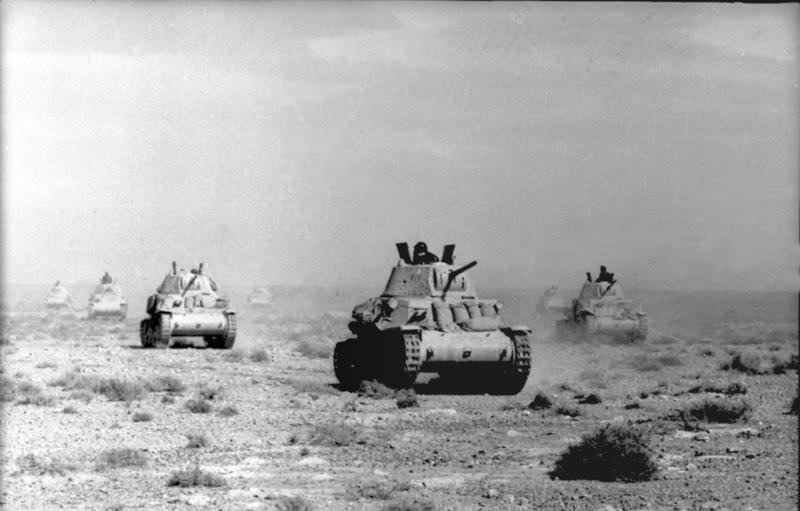
Italiaanse M13/40 tanks

Na de val van Bir Hakeim trok generaal Ritchie zijn linkerflank terug op de lijn Sidi Muftah – El Adem. Deze lijn stond loodrecht op de overgebleven noordelijke helft van de Gazala-linie. Het was een situatie die grote gevaren inhield. Wanneer Rommel erin zou slagen om naar het noorden door te breken, zou het Britse 8e leger de kans lopen om tussen Gazala en Tobroek omsingeld te raken.
Maar Ritchie bleef optimistisch. Hij meende Rommel in zijn nieuwe posities te kunnen tegenhouden. En het tegenhouden van een offensief, staat in wezen gelijk aan een overwinning. In de nieuwe linie lagen de zwaar versterkte stellingen 'Knightsbridge' en El Adem. Ritchie had de verliezen aan tanks voor een groot deel uit reserves kunnen aanvullen. Hij beschikte op dat moment over 330 tanks, waar Rommel maar 160 Duitse en 70 Italiaanse tanks tot zijn beschikking had. De Duitse tanks waren technisch beter en hun bemanning had veel meer ervaring. Daarbovenop kwam dat Rommel zeer doortastend was en Ritchie te vaak twijfelde over wat hij zou doen.
Op 11 en 12 juni 1942 speelde zich ten zuidwesten van El Adem een tankslag af. Deze eindigde in een Britse nederlaag, waarbij ze meer dan 200 tanks verloren. Op 13 juni omsingelde Rommel de Britse stellingen die de naam 'Knightsbridge' droegen. De Britse eenheden konden in de nacht ontkomen en vluchtten weg naar het veilige achterland. Doordat ook 'Knightsbridge' was veroverd door de asmogendheden, kon Ritchie het plan om het gebied tussen El Adem en Gazala te behouden niet meer uitvoeren. Ritchie stelde daarom aan Auchinleck voor dat hij de Zuid-Afrikaanse eerste divisie en de 50e (Northumbrian) Infanteriedivisie zou terugtrekken naar de Egyptische grens. Het was duidelijk geworden dat deze divisies dreigden afgesneden en omsingeld te worden. Ritchie wilde tijdens de terugtocht een linie tussen Tobroek en El Adam bezet houden. De vraag was echter wat er daarna moest gebeuren. Het gevaar bestond dat de Duitsers en Italianen de stad Tobroek zouden insluiten. Ritchie wilde daarom van Auchinleck weten of hij met zijn troepen in Tobroek moest blijven, of dat hij het gehele Britse 8e leger moest terugtrekken over de Egyptische grens.
Auchinleck antwoordde dat Tobroek moest worden verdedigd, omdat er anders een groot gevaar voor een Duitse opmars in Egypte bestond. Dit moest koste wat het kost worden voorkomen.
Ritchie had de troepen echter het bevel al gegeven om terug te trekken naar de Egyptische grens. Hij kon het bevel dus niet meer opvolgen. Winston Churchill eiste dat Tobroek werd verdedigd tot het einde. Echter was de vraag in hoeverre Tobroek nog een vesting was. De mijnenvelden waren grotendeels geruimd. Deze mijnen waren in een eerder stadium naar de Gazala-linie gebracht. Bovendien waren de stellingen en loopgraven slecht tot niet onderhouden. Dit omdat Auchinleck in januari van 1942 in een nota had gesteld dat het niet zijn bedoeling was om Tobroek of een andere stelling ten westen van de grens vast in handen te willen behouden.
Op 15 juni kwam er wederom een telegram van Churchill. Hierin eiste hij nogmaals dat de troepen in Tobroek moesten blijven. De stad moest verdedigd worden tot het einde.
Hiermee leidde Churchill direct een van de grootste nederlagen in die de Britten zou overkomen.

### De val van Tobroek

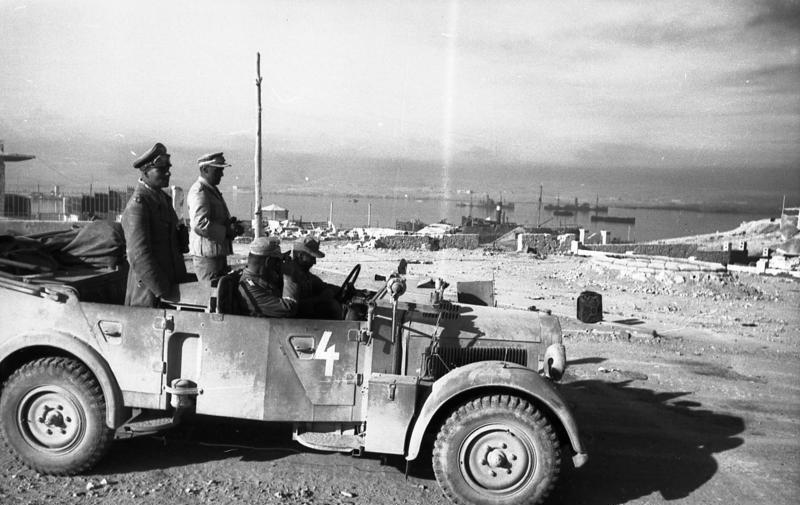
Rommel en Bayerlein in de haven van Tobroek.

Rommel zag het doel naderbij komen waarvoor hij een heel jaar had gevochten: een doorstoot naar de Nijl. Vandaar zou hij de oliebronnen aan de Perzische Golf kunnen bereiken. Maar eerst zou hij Tobroek moeten veroveren. Zonder Tobroek als aanvoerhaven zou een opmars naar de Nijl niet eens mogelijk zijn. Rommel bedacht wederom een list. Hij liet alleen zijn infanterie Tobroek vanuit het westen naderen. Zelf trok hij met de 90e lichte divisie naar Bardia, ten oosten van Tobroek. Hij wilde dat de Britten dachten dat hij, net als een jaar ervoor, Tobroek links liet liggen en meteen naar de Egyptische grens wilde doorstoten. Daarom liet Rommel allerlei ongecoördineerde radioberichten uitzenden. De berichten gingen over operatie Hemelbed, de verovering van Bardia. Rommels opzet lukte. De Duitse afluisterdienst hoorde dat de Britten erop rekenden dat Rommel direct zou doorstoten naar de grens met Egypte.
Rommel keerde terug naar Tobroek. Ten zuidoosten daarvan stonden eenheden van het Afrikakorps en het Italiaanse 20e gemotoriseerde korps klaar om de stad aan te vallen. Op 20 juni 's morgens vroeg begon de aanval op Tobroek. Op 21 juni 1942 om vijf uur in de morgen reed Rommel de stad binnen. Het was een puinhoop. De moskee was een van de weinige gebouwen die niet of nauwelijks beschadigd waren. In de haven lagen grote aantallen scheepswrakken. Om 9:40 gaf de Zuid-Afrikaanse divisie zich over aan de asmogendheden. Tobroek had gecapituleerd.
De Duitsers en Italianen maakten ruim 25.000 gevangenen. Er viel ook een groot aantal voertuigen en ongeveer tien miljoen liter brandstof in Duitse en Italiaanse handen. Een paar uur na de capitulatie van Tobroek maakte Rommel bekend dat er sinds 27 mei 1942, ongeveer 45.000 man van het Britse 8e leger waren gevangengenomen.
De nederlaag bij Gazala en de overgave van Tobroek leidde tot het ontslag van Ritchie en later van Auchinleck. Zij werden respectievelijk vervangen door Montgomery en Alexander.
De opmars naar de Nijl kon beginnen. Rommel wilde de vijand nu verpletteren. Bovendien werd hij door Hitler gepromoveerd tot veldmaarschalk.

## Troepen tijdens de Slag van Gazala

### Geallieerden

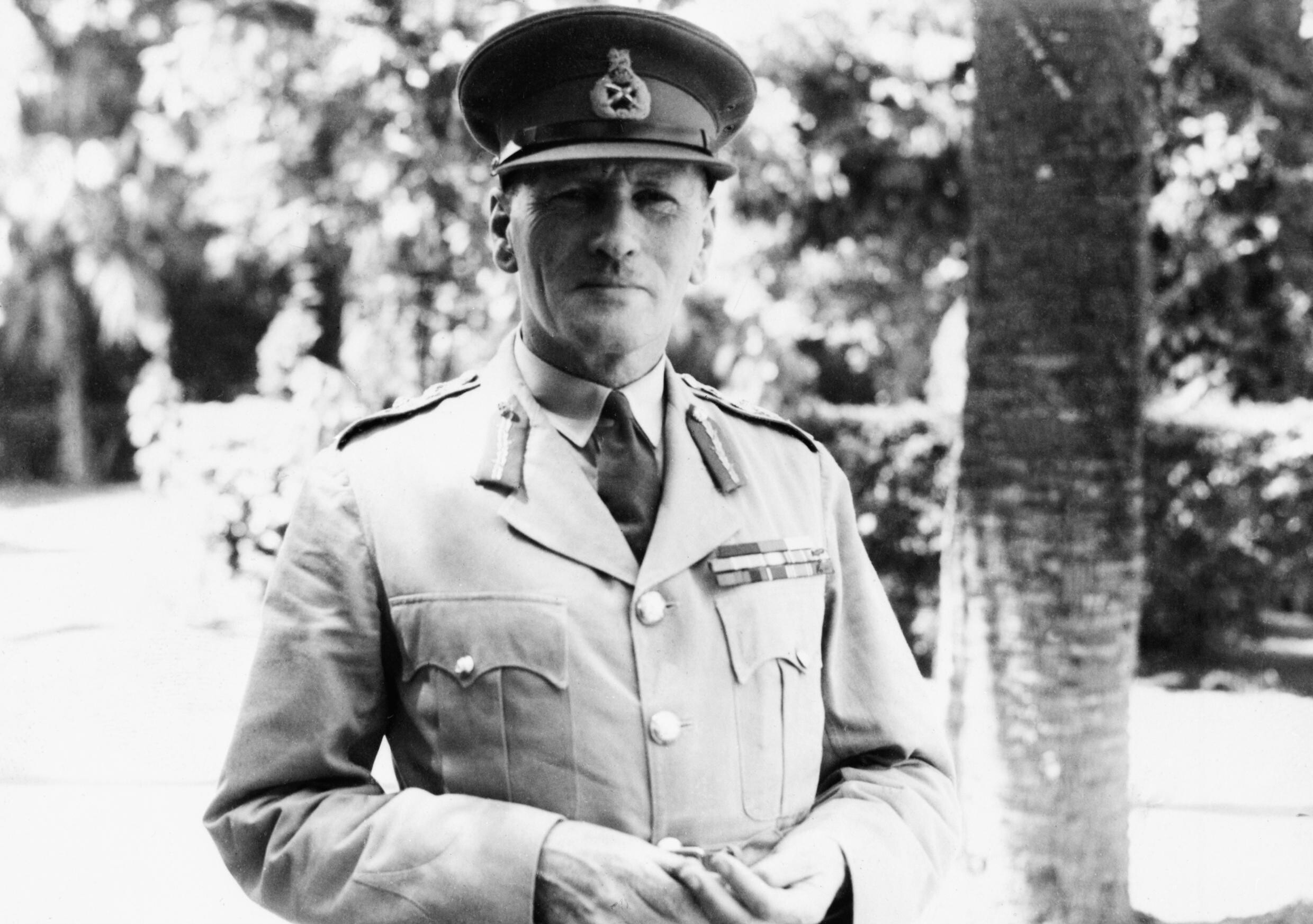
Claude Auchinleck.

- Britse achtste leger (Claude Auchinleck)
  - Brits 13e korps (in Gott el Ualeb)
    - Zuid-Afrikaanse 1e divisie
    - Zuid-Afrikaanse 2e divisie (in Tobroek)
    - Britse 50e infanteriedivisie
    - Britse 1e pantserbrigade
    - Britse 32e pantserbrigade
    - Indische 9e Brigade (in Tobroek, en een klein bataljon in El Adem)
    - Poolse onafhankelijkheid brigade (in Tobroek-Bardia-El Mekili)

  - Britse 30e korps
    - Britse 1e pantserdivisie
      - Britse 1e pantserbrigade
      - Britse 22e pantserbrigade
      - British 201e bewakingsbrigade (in Knightsbridge)

    - Britse 7e pantserdivisie
      - Britse 4e pantserbrigade
      - Britse 7e gemotoriseerde brigade

    - 1e Vrije Fransen brigade (in Bir Hakeim)
    - Indische 3e brigade (Ten zuidoosten Bir Hakeim)
    - Indian 29e Brigade (Nabij Bir el Gubi)

### Asmogendheden
- Panzerarmee Afrika (Rommel)
  - Duits Afrikakorps (Nehring)
    - Duitse 15e pantserdivisie
    - Duitse 21e pantserdivisie

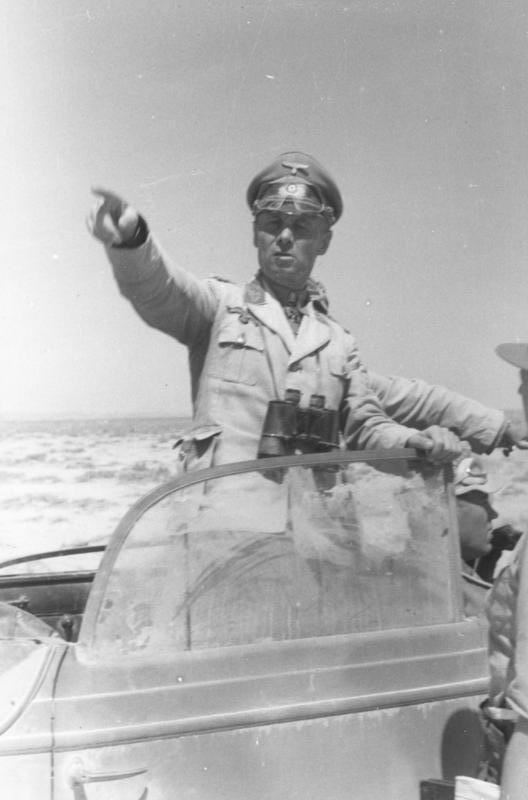
Erwin Rommel

  - Italiaans 20e gemotoriseerde korps
    - Italiaanse 132e pantserdivisie
    - Italiaanse 101e gemotoriseerde divisie

  - Duitse 90e lichte Afrika divisie (Minder dan een infanteriebrigade behoorde tot de groep Crüwell)

- Groep Crüwell (Crüwell)[1]
  - Italiaans 10e korps
    - Italiaanse 60e infanterie divisie
    - Italiaanse 102e gemotoriseerde divisie

  - Italiaans 21e korps
    - Italiaanse 17e infanteriedivisie
    - Italiaanse 27e infanteriedivisie Brescia

  - Duitse 150e brigade (onderdeel van de Duitse 90e lichte Afrika divisie)